# Hoplapoderus echinatus
Hoplapoderus echinatus es una especie de coleóptero de la familia Attelabidae.

## Distribución geográfica
Habita en la India, Laos, Malasia, Birmania,  Sri Lanka, y Vietnam.